# 松田聖菜
松田 聖菜（まつだ せいな、2002年3月18日 - ）は、日本の女性ファッションモデル、タレントである。『小悪魔ageha』の専属モデル、『egg』の元専属モデル。所属事務所はLOVERS。神奈川県在住。本名は濱田 聖菜。

## 経歴
2019年3月20日に17歳で第一子の長女蘭愛（らら）を出産し、10月1日発売の『egg』秋号で初の「現役女子高生ギャルママモデル」を務める。
2020年7月15日にブログでアパレルブランド「La-La」の営業開始を報告する。
2020年9月1日にブログで離婚を公表する。
2023年2月14日にeggのモデルを辞めることを発表する。8月1日に小悪魔agehaの専属モデルになることを発表。

## 出演

### テレビ
- スイモクちゃんねる（2021年7月8日、BS-TBS）
- 村上マヨネーズのツッコませて頂きます!（2021年10月4日、関西テレビ）
- ウワサのお客さま（2022年1月7日、フジテレビ）
- 芸能人が本気で考えた!ドッキリGP（2022年4月16日、フジテレビ）
- 踊る!さんま御殿!!（2022年5月10日、日本テレビ）
- ギャルフェス（2022年5月23日 - 、フジテレビ）
- ヒルナンデス!（2022年7月22日・8月5日、日本テレビ）

### 配信番組
- ラブパワーキングダム〜恋愛強者選挙〜（2025年2月19日 - 4月9日、ABEMA）[10]

### イベント
- 超超十代ULTRA TEENS FES 2022（2022年3月）
- 札幌コレクション（2022年5月）
- Paradaise BEACH Runway（2022年8月）

## 書籍

### エッセイ
- やりたいことは全部やる、自分らしさってそういうことでしょ？（2020年10月28日、KADOKAWA）ISBN 978-4046048677[11]

### 写真集
- anela（2022年9月7日、KADOKAWA、撮影：槇野翔太）ISBN 978-4046056771[12]
- 5度見したよね？（2025年3月22日のみの限定発売、㈱Loves）

### デジタル写真集
- ヤンマガGAL部！ ヤンマガアザーっす！＜YM2022年26号未公開カット＞（2022年11月4日、講談社［ヤンマガデジタル写真集］、撮影：カノウリョウマ）共演：ももあ、ゆずは、マリサ[13]
- ヤンマガGAL部！①（2022年12月16日、講談社［ヤンマガデジタル写真集］、撮影：高橋慶佑）[14]
- ヤンマガGAL部！②（2022年12月16日、講談社［ヤンマガデジタル写真集］、撮影：高橋慶佑）[15]
- ヤンマガGAL部！①〜② ＜70枚完全版＞（2022年12月16日、講談社［ヤンマガデジタル写真集］、撮影：高橋慶佑）[16]
- Kawaii全開 vol.1･2（2024年6月21日、講談社［FRIDAYデジタル写真集］、撮影：小池大介）[17][18]
- ビーチの小悪魔（2024年8月27日、光文社［FLASHデジタル写真集］、撮影：カノウリョウマ）[19]
- 無防備な小悪魔。（2025年2月3日、集英社［週プレ PHOTO BOOK］、撮影：横山マサト）[20]